# رساله‌های کاتولیک

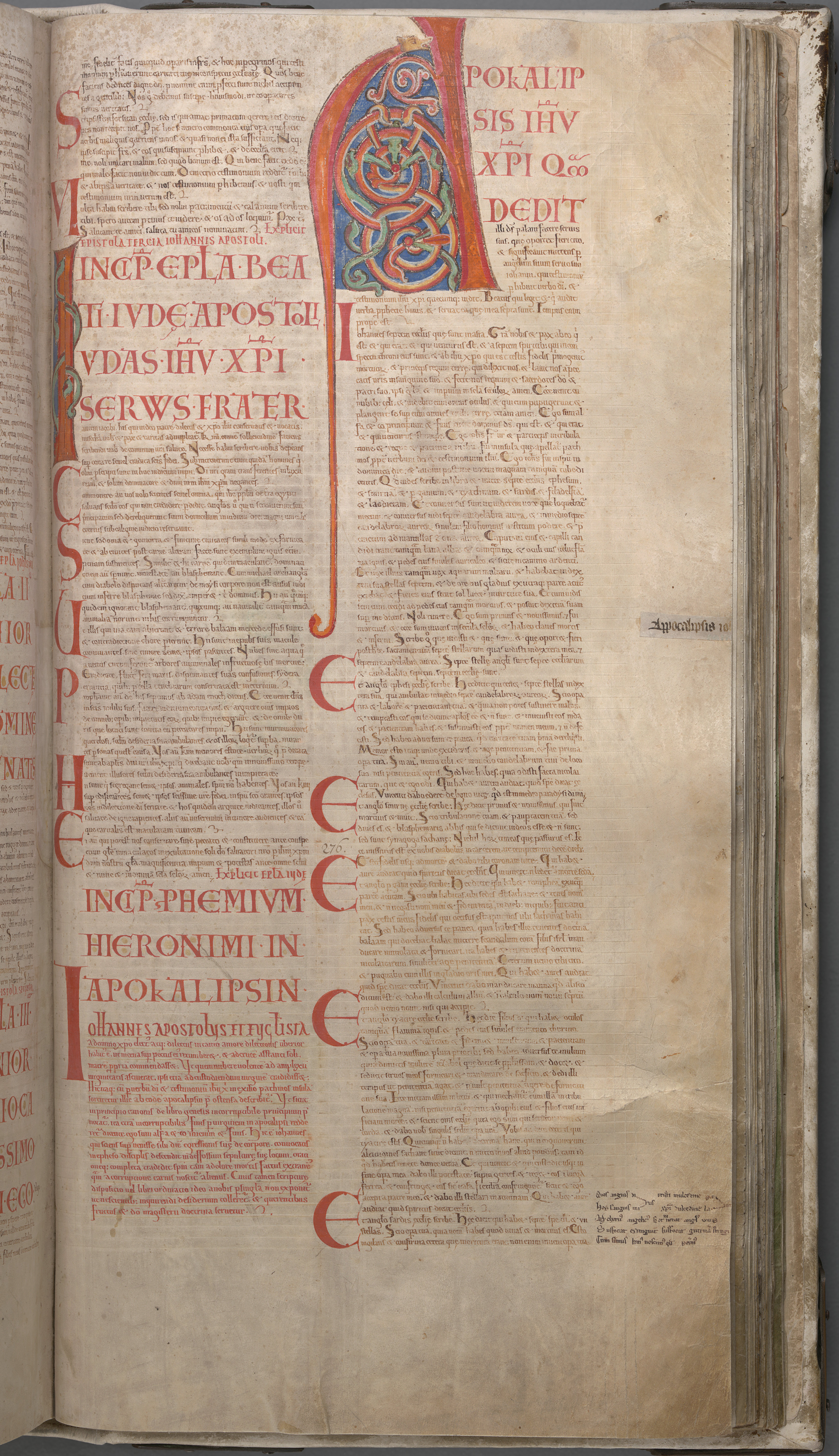
نامه اول پطرس و نامه یعقوب در قانون‌نامه گیگاس مربوط به اوایل قرن سیزدهم که به زبان لاتین نگاشته شده‌است.

رساله‌های کاتولیک یا نامه‌های کاتولیک (که نامه‌های عمومی نیز نامیده می‌شود)هفت رساله از عهد جدید است. رساله‌های کاتولیک به ترتیب ظاهر شدن آنها در عهد جدید ذکر شده‌است:
| نام سنتی       | نویسنده با توجه به متن | انتساب سنتی | اجماع مدرن         | مخاطب(ها) با توجه به متن                 |
| -------------- | ---------------------- | ----------- | ------------------ | ---------------------------------------- |
| نامه یعقوب     | یعقوب پسر حلفا         | یعقوب البار | یعقوب ناشناس       | دوازده قبیله یهودی                       |
| نامه اول پطرس  | پطرس                   | پطرس        | احتمالا پطروس      | پنتوس، گالاتیا، کاپادوکیه، آسیا و بیتینی |
| نامه دوم پطرس  | پطرس                   | پطرس        | رد شده توسط پطروس  | عموم مسیحیان                             |
| نامه یکم یوحنا | ناشناس                 | یوحنا       | ناشناخته           | همراهان مسیحی                            |
| نامه دوم یوحنا | ناشناس                 | یوحنا       | ناشناخته           | به بانوی برگزیده خدا و فرزندانش          |
| نامه سوم یوحنا | ناشناس                 | یوحنا       | ناشناخته           | به دوست عزیزم گیگاس                      |
| نامه یهودا     | یهودا                  | یهودا       | یک یهودای ناشناخته | عموم مسیحیان                             |

## نامگذاری
کلمه کاتولیک در اصطلاح رساله‌های کاتولیک یک قرارداد متعلق به قرن ۴ بوده‌است. در آن زمان، این کلمه به سادگی به معنای عمومی بود و به‌طور خاص به هیچ فرقه‌ای وابسته نبود. اما بعدها به عنوان مثال، برخی رساله‌ها به عنوان کلیسای کاتولیک شناخته شد. با این وجود، در اجماع مدرن به صورت تکنیکال برای جلوگیری از تصور اینکه این نامه‌ها فقط به کلیسای کاتولیک منتسب نشود، از اصطلاحات جایگزین مانند نامه‌های عمومی یا نامه‌های مبلغ عمومی استفاده می‌شود.
از منظر تاریخی، کلمه کاتولیک احتمالاً نشان می‌دهد که نامه‌ها به کلیسای عمومی و نه به جماعات یا اشخاص خاص، مانند نامه‌های پائولین، ارسال شده‌است. با این حال، به نظر می‌رسد که نامه دوم یوحنا و نامه سوم یوحنا با این دیدگاه مغایرت دارند، زیرا آدرس آنها به ترتیب به بانوی منتخب است، که بسیاری معتقدند خود کلیسا است، و گایوس، که دربارهٔ او گمانه زنی‌های زیادی شده‌است. اما دلایل متقن در مورد اثبات هویت وی اندک است. برخی مورخان فکر می‌کنند که عنوان کاتولیک در اصل فقط به نامه یکم یوحنا اطلاق شده بود و بعداً به همه نامه‌های غیرپائولین دیگر گسترش یافت. برخی پروتستان‌ها این نامه‌ها را رساله‌های کوچک نامیده‌اند.